# Svitak (biologija)
Svitak je posebna struktura valjkasta oblika (lat. chorda dorsalis ili notochorda) koja se pruža poput osovine duž leđne strane tijela svitkovaca i zajedničko je i tipično obilježje toga životinjskoga koljena. Građen je od posebne vrste vezivnoga tkiva (kordoidno tkivo), a razvija se iz endoderma. Svitkoglavci i neki niži kralježnjaci imaju ga tijekom cijeloga života. Kod ostalih kralježnjaka svitak je organ embrionalne faze razvoja (zametak) i iz njega se razvija kralježnica odrasle jedinke.